# Waterpolo Donostia
El Waterpolo Donostia es un club de waterpolo con sede en el polideportivo de Altza en San Sebastián, y fundado en 2005.

## Historia
En 2022 el Waterpolo Donostia fue galardonado en los IV premios Mujer y Deporte por su esfuerzo y dedicación al impulso de la igualdad en el deporte. Premios organizados por la Asociación ASPASIA en colaboración con EMAKUNDE y la Diputación Foral de Bizkaia.